# منتخب قبرص الشمالية لكرة القدم
منتخب قبرص الشمالية لكرة القدم، هو منتخب يمثل اقليم شمال قبرص ويلعب في بطولات العالم للاقاليم التابعة للجنة viva في الاتحاد الدولي لكرة القدم واحرز لقبها في 2006 ولديه ملعب لمبارياته هو ملعب اتاتورك في نيقوسيا الشمالية